# Gem Lake
Gem Lake és una població dels Estats Units a l'estat de Minnesota. Segons el cens del 2000 tenia 419 habitants.

## Demografia
Segons el cens del 2000, Gem Lake tenia 419 habitants, 139 habitatges, i 111 famílies. La densitat de població era de 145,7 habitants per km².
Dels 139 habitatges en un 44,6% hi vivien nens de menys de 18 anys, en un 66,9% hi vivien parelles casades, en un 8,6% dones solteres, i en un 20,1% no eren unitats familiars. En el 18,7% dels habitatges hi vivien persones soles el 8,6% de les quals corresponia a persones de 65 anys o més que vivien soles. El nombre mitjà de persones vivint en cada habitatge era de 3,01 i el nombre mitjà de persones que vivien en cada família era de 3,4.
Per edats la població es repartia de la següent manera: un 30,3% tenia menys de 18 anys, un 6,9% entre 18 i 24, un 28,4% entre 25 i 44, un 23,4% de 45 a 60 i un 11% 65 anys o més.
L'edat mediana era de 38 anys. Per cada 100 dones de 18 o més anys hi havia 98,6 homes.
La renda mediana per habitatge era de 64.167 $ i la renda mediana per família de 82.909 $. Els homes tenien una renda mediana de 39.583 $ mentre que les dones 28.000 $. La renda per capita de la població era de 28.750 $. Entorn de l'1,8% de les famílies i el 5,9% de la població estaven per davall del llindar de pobresa.

## Poblacions més properes
El següent diagrama mostra les poblacions més properes.